# Colina Campestre (barrio)
Comuna Campestre es un barrio en la localidad de Suba, al norte de la ciudad de Bogotá estrato 5-6.

## Ubicación geográfica
La Colina Campestre limita al occidente con el barrio Gratamira, al norte con Mazuren, al oriente con el barrio Spring y al sur con Ciudad Jardín Norte y Las Villas.

## Actividades socioeconómicas
Es un barrio de carácter residencial con una población en su mayoría del nivel socioeconómico medio-alto. Posee un comercio local de diversas empresas, bancos y restaurantes distribuidos principalmente a lo largo del corredor de la avenida las villas (AK 58), de las avenidas 134 y 138 y de los centros comerciales Portoalegre, Colina 138, Paseo San Rafael y Mall 138. El barrio también es parte de una centralidad de comercio de escala urbana-metropolitana a lo largo de sus límites sobre la avenida Boyacá en donde se ubica el hipermercado Éxito Colina, el almacén Decathlon y el centro comercial Parque la Colina.
Otra actividad a destacar es la construcción, al ser éste un sector de la ciudad en consolidación urbanística de los más valorizados de Bogotá.

## Educación
En el barrio se encuentran un gran número de jardines infantiles y una institución de educación básica y secundaria.

## Sitios importantes
- Centro comercial Parque La Colina
- Colegio Maximino Poitiers
- Círculo de Suboficiales de las Fuerzas Militares
- Iglesia de Dios Ministerial de Jesucristo Internacional
- Parroquia Santa María del Camino
- Estación de bomberos Bicentenario
- Uniagraria
- Clínica Campo Abierto Sanitas
- Centro cultural Julio Mario Santo Domingo
- Club Los Lagartos
- Clínica La Colina

## Acceso y vías
Al occidente del territorio se puede utilizar la Avenida Boyacá o cerca de esta vía de acceso está la estación de Gratamira de Transmilenio. Además, cabe destacar que, tanto las Calles 134 y 138 al oriente lo llevan hasta la Autopista Norte, donde se encuentra la estación Alcalá - Colegio Santo Tomás Dominicos de Transmilenio. De la misma manera, se encuentran sobre la Avenida Villas y las calles mencionadas previamente, transporte público de buses urbanos del SITP. 